# Justo Serrano
Justo Serrano (1763 - 1848) fue un político novohispano y mexicano, después de la guerra de independencia. Nacido y fallecido en Mérida, Yucatán. gobernador interino de Yucatán en 1811 - 1812.

## Datos biográficos
Fungió como gobernador provisional de Yucatán cuando Benito Pérez Valdelomar dejó el cargo el 26 de agosto de 1811 debido a que había sido designado virrey de Santa Fe (Nueva Granada). Al poco tiempo de asumir el cargo de gobernador político interino Justo Serrano junto con Antonio Bolo, quien simultáneamente fue nombrado teniente de rey interino, entregó (el 8 de enero de 1812) el poder a Miguel de Castro y Araoz que recibió la designación formal como teniente de rey y gobernador interino. Este a su vez entregó el mando a Manuel Artazo y Torredemar quien lo ejercería de 1812 a 1815, a partir de las disposiciones emanadas de la constitución de Cádiz. Eran los últimos funcionarios nombrados por la monarquía española para gobernar la provincia de Yucatán ya que el proceso de independencia de México estaba en curso y próximo a rendir sus frutos emancipadores.
Justo Serrano había sido abogado de indios en Yucatán, desde la época de la gubernatura de Arturo O'Neill, en las postrimerías del siglo XVIII. Durante esa época promovió una ley que oredenaba que los naturales que sobresalían en las actividades productivas como los cultivos de maíz, de frijol, de caña de azúcar, etc. quedaban exentos de prestar servicios domésticos en casas de españoles o en las labranzas de campos de estos. Por esa razón y por su trabajo social entre los indígenas mayas de Yucatán, contó con buena disposición por parte de la población mayoritaria.